# William Robertson, 2. Baron Robertson of Oakridge
William Ronald Robertson, 2. Baron Robertson of Oakridge (* 8. Dezember 1930; † 18. Januar 2009) war ein britischer Peer und Politiker.

## Leben und Karriere
Robertson war der Sohn des britischen Generals Brian Robertson, 1. Baron Robertson of Oakridge und dessen Gattin Edith Christina Macindoe. Er wurde am Hilton College in Hilton (Südafrika) und an der Charterhouse School in Godalming (England) erzogen.
Er war Major der Royal Scots Greys und von 1973 bis 1995 Mitglied der London Stock Exchange.
Beim Tod seines Vaters am 29. April 1974 erbte er dessen Titel Baron Robertson of Oakridge, einschließlich des damit verbundenen Sitzes im House of Lords. Seine Antrittsrede im Parlament hielt er am 16. Juni 1976. Er verlor seinen Sitz im Oberhaus 1999 durch den House of Lords Act.
Er starb im Januar 2009 im Alter von 78 Jahren, seine Adelstitel gingen auf seinen ältesten Sohn über.

## Ehe und Nachkommen
Am 2. September 1972 heiratete er Celia Jane Elworthy. Mit ihr hatte er einen Sohn:
- William Brian Elworthy Robertson, 3. Baron Robertson of Oakridge (* 1975)